# Несколько слов о Пушкине
«Не́сколько слов о Пу́шкине» — статья Н. В. Гоголя. В 1835 году была опубликована в первой части сборника «Арабески». Статья была датирована автором 1832 годом, однако в действительности работа над ней была начата не ранее конца 1833 г. и завершена в сентябре—октябре 1834 г. Это не исключает предположения о зарождении замысла статьи в 1832 г.
В статье автор впервые заговорил о Пушкине как о величайшем русском национальном поэте. Гоголь писал:

Здесь нет этого каскада красноречия, увлекающего только многословием, в котором каждая фраза потому сильна, что соединяется с другими и оглушает падением всей массы, но если отделить её, она становится слабою и бессильною. Здесь нет красноречия, здесь одна поэзия; никакого наружного блеска, всё просто, всё прилично, всё исполнено внутреннего блеска, который раскрывается не вдруг; всё лаконизм, каким всегда бывает чистая поэзия. Слов немного, но они так точны, что обозначают всё. В каждом слове бездна пространства; каждое слово необъятно, как поэт.

Говоря о феноменальной пушкинской славе, Гоголь сетует:

«Все кстати и некстати считали обязанностию проговорить, а иногда исковеркать какие-нибудь ярко сверкающие отрывки его поэм».

В примечании он с возмущением пишет о печальной участи любого таланта, пользующегося большой известностью, о многочисленных подделках и о приписывании Пушкину самых нелепых стихов: «Лекарство от холеры», «Первая ночь».
По мнению литературоведа Эрика Найдича,

Эта статья была событием для русских читателей. Со свойственным только гению ви́дением Гоголь открыл много тайн пушкинского творчества, впервые сказал о нём как о величайшем русском национальном поэте. Статья Гоголя появилась в годы, когда значительная часть литературных критиков отвернулась от Пушкина или освещала его творчество односторонне.

Найдич отмечает также, что статья должна была произвести большое впечатление на Михаила Лермонтова.